# Cafu
Marcos Evangelista de Moraes (n. 7 iunie 1970, São Paulo), cunoscut mai bine sub numele de Cafu, este un fost fotbalist brazilian, dublu câștigător al Campionatului Mondial de Fotbal. El a fost poreclit așa datorită vitezei sale în sus și în jos pe flancul drept, care amintea de Cafuringa, un atacant brazilian din anii 1970. Cafu este cel mai selecționat fotbalist din istoria naționalei Braziliei, și a evoluat la cluburi ca São Paulo, Roma și Milan.
Cafu este unicul jucător care a apărut în trei finale ale Campionatului Mondial de Fotbal, câștigând două din ele, în 1994 și 2002.
În martie 2004 Cafu a fost numit de Pelé ca fiind unul dintre cei mai buni 125 de fotbaliști în viață.

## Palmares

### Club
São Paulo
- Campeonato Brasileiro Série A (1): 1991
- Campeonato Paulista (2): 1991, 1992
- Copa Libertadores (2): 1992, 1993
- Cupa Intercontinentală (2): 1992, 1993
- Supercopa Sudamericana (1): 1993
- Recopa Sudamericana (2): 1993, 1994
- Copa CONMEBOL (1): 1994

Real Zaragoza
- Cupa Cupelor UEFA (1): 1995

Palmeiras
- Campeonato Paulista (1): 1996
- Torneio Maria Quitéria (1): 1997

Roma
- Serie A (1): 2000–01
- Supercoppa Italiana (1): 2001

AC Milan
- Supercupa Europei (2): 2003, 2007
- Serie A (1): 2003–04
- Supercoppa Italiana (1): 2004
- Liga Campionilor UEFA (1): 2007
- Campionatul Mondial al Cluburilor FIFA (1): 2007

### Națională
Brazilia
- Campionatul Mondial de Fotbal (2): 1994, 2002

Vice-campion (1): 1998
- Copa América (2): 1997, 1999

Locul 2 (1): 1991
- Cupa Confederațiilor FIFA (1): 1997
- Umbro Cup: 1995
- Lunar New Year Cup: 2005

### Individual
- Fotbalistul anului în America de Sud (1): 1994
- Ofițer al Ordinului Rio Branco: 2008
- FIFPro World XI (1): 2005

## Statistici carieră

### Club
|               |               |               | Campionat | Campionat | Cupă           | Cupă           | Continental    | Continental    | Total   | Total  |
| Sezon         | Club          | Campionat     | Meciuri   | Goluri    | Meciuri        | Goluri         | Meciuri        | Goluri         | Meciuri | Goluri |
| Brazilia      | Brazilia      | Brazilia      | Campionat | Campionat | Copa do Brasil | Copa do Brasil | America de Sud | America de Sud | Total   | Total  |
| ------------- | ------------- | ------------- | --------- | --------- | -------------- | -------------- | -------------- | -------------- | ------- | ------ |
| 1990          | São Paulo     | Série A       | 20        | 1         | —              | —              | —              | —              | 20      | 1      |
| 1991          | São Paulo     | Série A       | 20        | 1         | —              | —              | —              | —              | 20      | 1      |
| 1992          | São Paulo     | Série A       | 21        | 1         | —              | —              | —              | —              | 21      | 1      |
| 1993          | São Paulo     | Série A       | 18        | 1         | —              | —              | —              | —              | 18      | 1      |
| 1994          | São Paulo     | Série A       | 16        | 2         | —              | —              | —              | —              | 16      | 2      |
| Spania        | Spania        | Spania        | Campionat | Campionat | Copa del Rey   | Copa del Rey   | Europa         | Europa         | Total   | Total  |
| 1994–95       | Real Zaragoza | La Liga       | 16        | 0         | —              | —              | 1              | 0              | 17      | 0      |
| Brazilia      | Brazilia      | Brazilia      | Campionat | Campionat | Copa do Brasil | Copa do Brasil | America de Sud | America de Sud | Total   | Total  |
| 1995          | Palmeiras     | Série A       | 19        | 0         | —              | —              | —              | —              | 19      | 0      |
| 1996          | Palmeiras     | Série A       | 16        | 0         | —              | —              | —              | —              | 16      | 0      |
| 1997          | Palmeiras     | Série A       | 0         | 0         | —              | —              | —              | —              | 0       | 0      |
| Italia        | Italia        | Italia        | Campionat | Campionat | Coppa Italia   | Coppa Italia   | Europa         | Europa         | Total   | Total  |
| 1997–98       | Roma          | Serie A       | 31        | 1         | 5              | 0              | —              | —              | 36      | 1      |
| 1998–99       | Roma          | Serie A       | 20        | 1         | —              | —              | 5              | 0              | 25      | 1      |
| 1999–2000     | Roma          | Serie A       | 28        | 2         | 4              | 0              | 5              | 0              | 37      | 2      |
| 2000–01       | Roma          | Serie A       | 31        | 1         | 2              | 0              | 7              | 0              | 40      | 1      |
| 2001–02       | Roma          | Serie A       | 27        | 0         | 1              | 0              | 10             | 2              | 38      | 2      |
| 2002–03       | Roma          | Serie A       | 26        | 0         | 3              | 1              | 12             | 0              | 41      | 1      |
| 2003–04       | Milan         | Serie A       | 28        | 1         | 1              | 0              | 9              | 0              | 38      | 1      |
| 2004–05       | Milan         | Serie A       | 33        | 1         | —              | —              | 12             | 0              | 45      | 1      |
| 2005–06       | Milan         | Serie A       | 19        | 1         | 1              | 0              | 5              | 0              | 25      | 1      |
| 2006–07       | Milan         | Serie A       | 24        | 0         | 3              | 0              | 8              | 0              | 35      | 0      |
| 2007–08       | Milan         | Serie A       | 15        | 1         | 2              | 0              | 1              | 0              | 18      | 1      |
| Total         | Brazilia      | Brazilia      | 130       | 6         | —              | —              | —              | —              | 130     | 6      |
| Total         | Spania        | Spania        | 16        | 0         | —              | —              | 1              | 0              | 17      | 0      |
| Total         | Italia        | Italia        | 282       | 9         | 22             | 1              | 74             | 2              | 378     | 12     |
| Total carieră | Total carieră | Total carieră | 428       | 15        | 22             | 1              | 75             | 2              | 525     | 18     |

### Internațional
| Brazilia | Brazilia | Brazilia |
| An       | Meciuri  | Goluri   |
| -------- | -------- | -------- |
| 1990     | 3        | 0        |
| 1991     | 9        | 0        |
| 1992     | 2        | 0        |
| 1993     | 12       | 0        |
| 1994     | 7        | 1        |
| 1995     | 5        | 0        |
| 1996     | 3        | 0        |
| 1997     | 20       | 0        |
| 1998     | 12       | 2        |
| 1999     | 12       | 0        |
| 2000     | 10       | 2        |
| 2001     | 6        | 0        |
| 2002     | 12       | 0        |
| 2003     | 7        | 0        |
| 2004     | 9        | 0        |
| 2005     | 8        | 0        |
| 2006     | 5        | 0        |
| Total    | 142      | 5        |